# Unterschächen
Unterschächen est une commune suisse du canton d'Uri.

## Géographie
Selon l'Office fédéral de la statistique, Unterschächen mesure 80,33 km2.

## Démographie
Selon l'Office fédéral de la statistique, Unterschächen compte 740 habitants en 2008. Sa densité de population atteint 9 hab./km2.
Le graphique suivant résume l'évolution de la population d'Unterschächen entre 1850 et 2008 :